# Rossese nero
Le rossese est un cépage italien de raisins noirs.

## Origine et répartition géographique
Le cépage Rossese correspond en fait au tibouren. Les analyses ADN l'ont prouvé en 2009. Il est diffusé depuis longtemps en Italie du nord. Il figure déjà dans des documents du XVIe siècle.
Il est classé cépage d'appoint en DOC Riviera Ligure di Ponente Rossese et Rossese di Dolceacqua. Il est classé « recommandé » dans les provinces de Imperia et Savone en Ligurie. En 1998, sa culture couvrait une superficie de 351 ha.

## Caractères ampélographiques
- Extrémité du jeune rameau pubescent, velouté, vert bronzé.
- Jeunes feuilles pubescent, jaunes à reflets cuivrés.
- Feuilles adultes, à 5 lobes avec des sinus supérieurs en lyre fermée,  un sinus pétiolaire en lyre fermée, des dents anguleuses, étroites, en deux séries, un limbe duveteux.

## Aptitudes culturales
La maturité est de deuxième époque hâtive : 10 jours après le chasselas.

## Potentiel technologique
Les grappes sont moyennes et les baies sont de taille petite à moyenne. La grappe est tronconique, ailée et moyennement compacte. Le cépage est de bonne vigueur et de production régulière. Le rossese est peu sensible à l'oïdium et aux gelées printanières.

## Synonymes
Le rossese est connu sous les noms de rossese di Dolceacqua, rossese di Ventimiglia, rossese nero, roxeise, 